# Acacia tayloriana
Acacia tayloriana är en ärtväxtart som beskrevs av Ferdinand von Mueller. Acacia tayloriana ingår i släktet akacior, och familjen ärtväxter. Inga underarter finns listade i Catalogue of Life.